# Challenger de Nanjing 2016

El torneo TAC Cup Nanjing Challenger 2016 es un torneo profesional de tenis. Pertenece al ATP Challenger Series 2016. Se disputará su 1ª edición sobre superficie tierra batida, en Nanjing, China entre el 18 al el 24 de abril de 2016.

## Jugadores participantes del cuadro de individuales
| Favorito | País                                  | Jugador              | Rank1 | Posición en el torneo |
| -------- | ------------------------------------- | -------------------- | ----- | --------------------- |
| 1        | Bandera de Lituania                   | Ričardas Berankis    | 80    | CAMPEÓN               |
| 2        | Bandera de Japón                      | Yoshihito Nishioka   | 103   | Primera ronda         |
| 3        | Bandera de Australia                  | Jordan Thompson      | 119   | Semifinales           |
| 4        | Bandera de la India                   | Saketh Myneni        | 151   | Primera ronda         |
| 5        | Bandera de la República Popular China | Wu Di                | 152   | Primera ronda         |
| 6        | Bandera de Estados Unidos             | Alexander Sarkissian | 159   | Primera ronda, retiro |
| 7        | Bandera de la República Popular China | Zhang Ze             | 167   | Segunda ronda         |
| 8        | Bandera de Eslovenia                  | Grega Žemlja         | 189   | FINAL                 |

- 1 Se ha tomado en cuenta el ranking del 18 de abril de 2016.

### Otros participantes
Los siguientes jugadores recibieron una invitación (wild card), por lo tanto ingresan directamente al cuadro principal (WC):
- Gao Xin
- Wang Chuhan
- Zeng Shihong
- Zheng Weiqiang

Los siguientes jugadores ingresan al cuadro principal tras disputar el cuadro clasificatorio (Q):
- Riccardo Ghedin
- Daniel Masur
- Václav Šafránek
- Andrew Whittington

## Campeones

### Individual Masculino
- Ričardas Berankis derrotó en la final a  Grega Žemlja, 6–3, 6–4

### Dobles Masculino
- Saketh Myneni /  Jeevan Nedunchezhiyan derrotaron en la final a  Denys Molchanov /  Aleksandr Nedovyesov, 6–3, 6–3